# Ali Hassam al-Majid
Ali Hassam Abd al-Majid al-Tikriti, conhecido como Ali Químico, (Ticrite, 30 de novembro de 1941 — Bagdá, 25 de janeiro de 2010) foi um integrante do governo iraquiano no regime do presidente Saddam Hussein, de quem era primo em primeiro grau.

## Vida
Nascido em Ticrite, no antigo Reino do Iraque, Ali Hassam al-Majid teve uma infância muito pobre e pouca educação formal. Se juntou ao Partido Ba'ath em 1968 junto com seu primo Saddam Hussein. Em 1979, ele conspirou com Saddam Hussein para derrubar o então presidente Al-Bakr.
No governo do ditador Saddam Hussein, Al-Majid foi ministro da Defesa, ministro do interior e chefe do serviço de inteligência do Iraque e considerado o mentor do genocídio cometido contra os curdos em 1988, quando milhares de civis foram mortos pelo uso de gás venenoso pelas tropas iraquianas. Nestes ataques pelo menos 180 mil curdos morreram e mais de 1,5 milhão de pessoas foram desalojadas.
Em março de 2003, os Estados Unidos e seus aliados invadiram o Iraque com o objetivo de derrubar Saddam Hussein e instaurar um novo governo democrático naquele país. Em 9 de abril a capital Bagdá caiu e em maio as forças norte-americanas já ocupavam o país e o então presidente norte-americano George W. Bush declarou o fim das operações militares, dissolvendo o governo do partido Ba'ath.
Ali Hassan sobreviveu aos bombardeiros americanos de abril de 2003 mas foi preso pelas forças da coalizão em 17 de agosto de 2003. Ele era listado como 5º homem mais procurado no Iraque pelos Estados Unidos, mostrado como Rei de espadas no jogo de cartas americano dos mais procurados do antigo regime.

## Execução
Em 23 de junho de 2007 foi condenado à morte na forca por crimes contra a humanidade pelo Supremo Tribunal Criminal Iraquiano, que investiga os crimes cometidos pelo Partido Baath, entre 1968 e 2003. Sua sentença foi executada dia 25 de janeiro de 2010.